# Escaudes
Escaudes é uma comuna francesa na região administrativa da Nova Aquitânia, no departamento da Gironda. Estende-se por uma área de 24,57 km². Em 2010 a comuna tinha 159 habitantes (densidade: 6,5 hab./km²).